# 베이루트 (밴드)
베이루트(Beirut)는 미국 뉴멕시코 앨버커키 출신 1986년생 잭 콘돈(Zach Condon)의 원맨 밴드로 시작했으며, 후에 고정적인 밴드 멤버들이 붙어서 콘돈 포함 열 명으로 확장되었다. 그러나 트럼펫, 우쿨렐레 등의 악기 연주는 물론, 작사/작곡과 보컬까지 거의 대부분의 작업이 콘돈의 손을 거쳐 이루어지므로 콘돈과 나머지 세션들로 구성된 밴드라고 봐도 무방하다. 이들 음악의 기반은 동유럽 집시 음악에 포크적인 요소를 가미한 것으로 계속해서 유랑하는 느낌으로 프랑스, 멕시코 등 여러 지역의 음악적 전통을 자신만의 스타일로 흡수해 가며 독특한 실험을 이어가고 있다.

## 역사
콘돈은 어릴 때 아버지가 형제들과 즐겨 불렀던 아프리칸 아메리칸 보컬 스타일인 두왑과 모타운에 완전히 매료되어 있었다. 그는 자기만 혼자 몰래 듣는 본인의 두왑 앨범도 하나 만들어두었지만 공개하진 않았다. 그는 십대 시절부터 집시 영화의 거장이자 노 스모킹 밴드와 함께 뮤지션으로서 내한하기도 했던 에밀 쿠스트리차의 영화들에 빠져 살았으며, 열여섯에 학교를 그만두고 형과 함께 유럽 여행을 떠났다. 중간에 네 번이나 학교로 돌아갔지만 겨우 하루 갔다가 도로 그만둔 적도 몇 번 있었다. 콘돈은 뉴멕시코에 있는 대학에 한 달 정도 다니다가 Ba Da Bing! 레코드에서 앨범을 내자는 연락을 받고 그 날로 학교를 그만두고 집으로 돌아와서 뉴욕 행 비행기 표를 끊었다.
콘돈이 제일 처음 배운 악기는 트럼펫이었으며, 양쪽 손목에 프렌치 호른 모양의 문신을 새길 정도로 브라스 악기들에 열광했다. 열일곱 살 때 팔 수술을 해서 기타를 연주할 수 없게 되자 결국 트럼펫과 만돌린, 우쿨렐레가 그의 주된 악기로 자리 잡았고, 그 악기들이 주축이 되어 소년의 얼굴에 노인의 감성을 지닌 듯한 콘돈은 베이루트라는 이름과 함께 스무 살이라는 나이가 믿기지 않을 정도로 완성도 있는 첫 앨범 Gulag Orkestar를 발표한다. 그는 수많은 블로그들을 통해 퍼져나간 인기와 함께 평단에서도 평가를 얻으며 센세이셔널하게 데뷔했고, 바로 다음 해에 두 번째 앨범 The Flying Club Cup을 발표하며 젊고 왕성한 창작열을 이어갔다. 베이루트는 본인이 가장 좋아하는 음악 장르의 네 가지로 발칸 브라스와 유로 하우스, 덥, 그리고 브라질의 트로피칼리아를 꼽았는데, 1집 Gulag Orkestar에서는 발칸 브라스의 영향이 가장 크게 두드러졌고, 프랑스로 음악적 근거지를 옮긴 2집에서는 1집의 기반에서 샹송의 로맨티시즘이 더해졌다. 열여섯 살 때부터 샹송을 즐겨들었던 콘돈은 특히 자끄 브렐의 음악을 즐겨 들었으며, 파리를 음악적인 의미에서 제 2의 고향으로 여기는 듯하다.
콘돈은 자신의 음악을 당나귀에 비유한다. 당나귀는 아주 웃기게 생기고 바보 같고 술에 취한 듯이 걷지만 정말 아름다운 슬픈 눈을 가졌기 때문이다. 베이루트의 음악에 있어서 슬픔이라는 정서는 언제나 중요한 화두이다. March of the Zapotec/Holland 더블 EP 작업을 마치고 투어 중인 베이루트는 함께 작업하고 싶은 아티스트로 조르쥬 벤과 까에따노 벨로주를 꼽으며 트로피칼리아에 대한 열망을 숨기지 않았다. 그는 이번 2009년 여름 브라질로 향할 것이고 그의 다음 정규 앨범은 그 여행의 결과물이 될 것으로 기대된다.

## 디스코그래피

### 앨범
- The Flying Club Cup (2007년 10월)
- The Rip Tide (2011년)
- No No No (2015년)
- Gallipoli (2019년)
- Hadsel (2023년)
- A Study of Losses (2025년)

### EP
- March of the Zapotec/Holland (2009년 2월)

### 컴필레이션
- Dark Was The Night (A Red Hot Compilation)

### 객원참여
- Final Fantasy의 Spectrum, 14th Century EP에 참여했다.

## The Joys of Losing Weight
콘돈이 베이루트 이전인 열다섯 살 때, 리얼 피플이라는 이름으로 혼자서 집에 있는 악기들과 신시사이저를 가지고 만들었던 미발매 앨범이다. 베이루트의 음악과는 사뭇 다른 스무 곡 이상의 로우파이 일렉트로닉 음악들이 담겨 있으며 인터넷에서 어렵지 않게 구할 수 있다. 후에 베이루트의 이름으로 발매한 Pompeii EP에 리얼 피플 시절의 곡을 다시 수록하기도 했다. 전자 음악에 대한 베이루트의 시도는 여기에 그치지 않고 후에도 간헐적으로 지속되었다.

## Gulag Orkestar
A Hawk And A Hacksaw의 제러미 반스와 헤더 트로스트가 드럼과 바이올린 세션으로 참여한 것을 제외하고는 전 과정을 콘돈 혼자서 담당했다. 스튜디오를 사용하지 않고 홈레코딩으로 만들어졌다. 스무살 미국인 청년에게서 기대되지 않을 법한 그의 데뷔 앨범은 인디신에 신선한 충격이 되었으며 비평적 성공과 함께 팬층을 형성하기 시작한다. The Joys of Losing Weight와 달리 어쿠스틱 악기들이 당당히 중심에 섰고 Scenic World와 After the Curtain에서만 전자음이 사용되었다. 앨범 내에서 가장 말랑말랑하고 예쁜 멜로디를 가진 Postcards from Italy는 가장 널리 알려진 베이루트의 곡 중 하나로 Gulag Orkestar 앨범에서 유일하게 뮤직비디오로 제작되었다.

## Lon Gisland EP
1집과 2집 사이에 발매된 Lon Gisland EP에 실린 Elephant Gun은 베이루트의 대표곡 중 하나로 어린 나이에 집을 떠나 유럽에서 방랑 생활을 했던 본인의 페르소나가 가장 잘 담겨 있는 곡이다. Elephant Gun의 뮤직비디오는 베이루트가 가장 처음으로 찍은 뮤직비디오였으며 알마 하렐이라는 유대계 감독에 의해 만들어졌다. 알마가 일거리를 찾던 중에 베이루트의 음악을 듣고 느낌을 받아 직접 베이루트의 마이스페이스에 나와 있는 메일 주소로 연락을 하게 된 것이 발단이 되었다. 콘돈은 알마에게 Elephant Gun의 화자가 사파리의 사냥꾼이라고 말했고, 비디오의 컨셉은 그것으로 결정되었다. 무대 벽에는 한반도 지도를 포함하여 시대를 초월한 세계 각국의 지도로 도배가 되어 있으며, 평소와는 달리 플루크라는 종류의 우쿨렐레를 연주하는 밴드 멤버 옆에서 노래하는 콘돈을 둘러싼 코끼리 코를 쓴 무용가들은 알퐁스 뮈샤의 그림이 붙어 있는 술병들 사이에서 모두 취한 듯 춤을 춘다. 안무는 엘리자베스타운, 더티 댄싱 2: 하바나 나이트 등 다수의 할리우드 메이저 영화에 참여했던 안무가의 작품이다. 이 곡의 후반부에는 잠시 화면이 바다로 전환되면서 콘돈이 맨발로 등 뒤에 빈 캔을 주렁주렁 매달아 질질 끌면서 걸어가 파도에 발을 담그고 트럼펫을 연주하는 장면이 나오는데, 이 장면은 알마가 콘돈이랑 만났던 첫 모임에서 콘돈이 신혼 여행가는 자동차처럼 자기 발에 캔을 끌고 가는 상상을 한다고 말해서 탄생하게 된 장면이다. 알마는 그 캔이 파티에서 나온 빈 캔이나 쓰레기로 받아들였고, 그에 영감 받아 뮤직비디오에 외롭고 로맨틱한 이미지를 연출해냈다. 이들이 촬영한 바다는 말리부의 해변이고 콘돈과 그의 여자친구인 크리스티아나는 말리부 근처에 위치한 알마의 집에서 5일 동안 머물며 Elephant Gun과 Postcards From Italy의 뮤직비디오까지 이어서 촬영했다.
Gulag Orkestar에도 실렸던 Scenic World는 EP 버전에서는 어쿠스틱 악기들을 이용해 보다 느린 템포로 연주되었다. Scenic World의 가사는 콘돈이 아니라 그의 형인 라이언 콘돈이 쓴 것이다. 라이언은 잭 콘돈이 학교를 그만두고 열여섯 살 때 떠났던 유럽 여행에도 동행했으며, The Flying Club Cup의 앨범 속지에 글을 적기도 하는 등 문학적 재능으로 베이루트의 작사에 많은 영감을 주고 있다.

## The Flying Club Cup
작업의 근거지를 프랑스로 옮기고 홈 레코딩이 아닌 스튜디오 작업을 하면서 풍성한 실내악과 샹송의 로맨티시즘이 가미된 베이루트의 2집, The Flying Club Cup의 장난스러운 인트로곡 A Call to Arms에 쓰인 악기는 소라 고동이다.
이 앨범에 실린 Cliquot은 베이루트의 모든 곡 가운데에서 콘돈이 부르지 않은 유일한 곡이다. 각종 브라스 악기들과 키보드, 아코디언, 우쿨렐레, 만돌린 등 다양한 악기들을 연주하는 콘돈이지만 현악기만큼은 손으로 뜯는 것 외에 제대로 다룰 줄을 모르기 때문에 외부의 도움을 받았다. Arcade Fire의 멤버이기도 했고 파이널 판타지라는 이름으로 활동하는 캐나다 뮤지션 오웬 팔렛이 앨범의 전체적인 스트링 작업을 도맡아서 했으며, 특히 이 곡에서는 콘돈과 작곡도 공동으로 작업했다. 노래의 제목은 콘돈이 붙였지만 작사와 보컬은 팔렛이 직접 맡아서 했기 때문에 그는 Cliquot이 베이루트의 곡이기도 하지만 본인의 곡이기도 하다는 자부심을 드러내기도 했다. 팔렛은 이 노래를 위해 베이루트의 콘서트에도 게스트로 참여한 적이 있으며 앨범작업을 할 수 있는 스튜디오를 마련해주는 등 베이루트에게 물심양면으로 큰 도움을 주었다. Cliquot의 앨범 버전에는 오웬 팔렛의 청아한 목소리가 담겨 있으나 뮤직비디오에서는 Grizzly Bear의 에드 드로스테가 보컬을 맡았다. ‘어떤 멜로디가 나의 사랑을 그의 침실로부터 이끌어줄까’라는 가사의 한 구절 때문에 작사를 한 오웬 팔렛이 커밍아웃한 게이 뮤지션이라서 ‘그녀’가 아닌 ‘그의 침실’이 되었다는 추측도 오가기도 했지만 그는 흑사병으로 남편을 잃은 여인의 이야기라고 밝혔다.
In The Mausoleum은 베이루트의 앨범에서 보기 드문 재즈 스타일의 곡이다. 닉 페트리의 경쾌한 드럼 리듬 위에 콘돈의 보컬과 스트링, 브라스 악기들이 조심스럽게 오가면서 만들어내는 하모니는 베이루트의 곡들 가운데 가장 현대적이고 세련된 느낌을 준다. 드럼 대신 수박을 두드리는 라이브 뮤직비디오 역시 재미있다.
The Flying Club Cup 때는 헐렁한 티셔츠 차림으로 베이루트의 거주지인 브루클린의 거리 혹은 빈 건물, 아이스크림 창고, 강가 등의 곳곳에서 자연스러운 라이브 공연을 하는 모습을 담은 앨범 전곡의 뮤직비디오를 인터넷에 공개하기도 했다. 앨범의 타이틀 곡인 Nantes와, The Penalty의 뮤직비디오가 먼저 파리에서 Take Away Show로 만들어졌고, 이 인연을 계기로 프로듀서 La Blogothèque와 함께 브루클린에서 작업을 이어가게 된다. 모든 영상들은 핸드헬드 기법으로 원 테이크 원 샷의 모양새를 갖추어 마치 여행지에서 만나는 거리의 악사들을 구경하는 듯한 현장감을 느끼게 한다. 콘돈은 보컬 녹음할 때 아무리 여러 번 불러도 가장 처음 부를 때가 제일 신선하고 흥분되는 기분을 가지게 되기 때문에 가사를 까먹지 않으면 보통 첫 테이크 그대로 가려고 노력하는 편이라고 밝혔는데, The Flying Club Cup의 라이브 뮤직비디오들 또한 열두 곡을 3일 만에 모두 찍은 것으로 알려졌다.

## March of the Zapotec/Holland EP
베이루트가 The Flying Club Cup 투어로 인해 누적된 피로로 여름에 예정되었던 유럽 투어를 또다시 취소한 뒤에 처음으로 선보인 더블 EP인 March of the Zapotec/Holland는 멕시코에서 했던 작업의 결과였다. 파리에 이어서 그가 멕시코를 방문했던 처음 목적은 Sin Nombre라는 선댄스 영화제 출품작의 사운드트랙 요청 때문이었다. 그러나 베이루트는 그들이 요구하는대로 스트링이 많이 쓰인 전통적인 사운드트랙 작업을 할 수 없다고 느꼈고 결국 영화음악 작업은 무산되고 만다. 대신에 그는 오하카의 작은 마을에서 만난 Jimenez Band라는 장례 브라스 밴드와 함께 영화가 아닌 자기 자신만의 EP를 위한 곡을 녹음한다.
더블 EP가 발매되기 이전에 베이루트는 두 EP 가운데 어쿠스틱 EP인 March of the Zapotec에 실릴 세 곡, My Wife, The Shrew, Benito Juárez를 공연에서 먼저 선보였다. 콘돈이 장례행진곡이라고 묘사한 이들 세 곡 가운데 The Shrew는 이미 미발매 앨범 The Joys of Losing Weight에 제목 없이 15번 트랙으로 실려 있던 곡을 브라스를 활용해 베이루트의 느낌으로 재편곡한 결과였으며, Benito Juárez라고 소개되었던 곡은 후에 새롭게 편곡되어 La Llorona라는 제목의 EP 타이틀곡으로 실리게 된다. La Llorona는 '우는 여인'이란 뜻으로 스페인어 문화권에서 굉장히 유명한 전설 중 하나인데, 나라마다 조금씩 다른데 기본 버전은 이렇다. 아름다운 여인이 한 남자를 사랑했는데, 그 남자가 자기를 거절하자 아이들이 없다면 그를 되찾을 수도 있을 거라고 생각하고 자기 아이들을 익사시킨다. 그러나 남자가 돌아오지 않자 결국 자기도 자살하고, 아이들을 죽인 죄로 죽어서 떠돌며 자기 아이들의 시신을 찾아다니는 벌을 받아 언제나 울면서 돌아다닌다는 것이다. 때로는 돌아다니는 아이들을 납치하기도 하기 때문에 아이들보고 밤늦게 돌아다니지 말라고 겁주는 용도로도 쓰였고, 어머니로서의 가치를 최우선으로 여기는 여성상이 반영되어 있는 전설이라는 설도 있다. 이 곡의 뮤직비디오는 오언 쿡에 의해서 애니메이션으로 제작되었다.
Holland는 March of the Zapotec과는 전혀 다른 분위기의 다섯 곡의 전자음악들로 채워져 있다. 그 중 My Night with the Prostitute from Marseille와 Venice는 각각 Big Change: Songs for FINCA와 The Believer: 2007 Music Issue라는 프로젝트 컴필레이션 앨범에 수록되었던 곡의 재활용이다. 2007년 10월, 국제공동체지원재단(FINCA)에서 아이튠즈에만 발매한 빈민구제 기금마련 프로젝트 Big Change: Songs for FINCA의 홍보대사였던 배우 내털리 포트먼이 직접 앨범의 참여 뮤지션들을 섭외했는데, 당시 그녀가 매우 즐겨 들어서 가장 먼저 연락을 취한 것이 베이루트였다. 콘돈은 포트만에게 보컬 참여를 제안했으나 성사되지는 않았다. My Wife, Lost in the Wild와 The Concubine는 리얼 피플 시절과 베이루트의 중간쯤에 위치한 징검다리적인 느낌을 주고, 마지막 트랙인 No Dice는 완전한 신스팝이다. 완전히 상반되는 음악들을 대범하게 하나의 더블 EP로 묶어놓은 March of the Zapotec/Holland은 세 번째 정규 앨범이 나오기 전까지 색다른 감초 역할을 해주고 있으며, 베이루트는 March of the Zapotec/Holland EP 작업을 마친 후 모로코에서 휴식을 취하고서 다시 투어를 시작했다.

## Dark Was The Night (A Red Hot Compilation)
앤드루 버드, 디셈버리스츠, 벤 기바드, 아이언 앤 와인, 호세 곤살레스, 수프얀 스티븐스, 욜 라 텡고 등 인디 포크/록 계열의 스타들이 한 자리에 모인 HIV와 AIDS 퇴치기금 마련 컴필레이션 앨범으로 베이루트는 The Flying Club Cup 앨범에 실렸던 Un Dernier Verre (Pour La Route)와 견줄만큼 예쁘고 사랑스러운 느낌의 짧은 소품으로 이 앨범에 참여했다. 곡 제목은 Mimizan으로 프랑스 해변 마을의 이름과 동일하다.

## 공연
베이루트는 공연 때 본인의 곡 이외에 본인이 좋아하는 다른 뮤지션들의 곡을 연주하기도 한다. 콘돈의 음악적 지향점인 까에따노 벨로주의 O LeãOzinho, 콘돈의 창법에 영향을 주었음이 분명한 자끄 브렐의 Le Moribond, 레너드 코헨의 원곡으로 영화 슈렉에 루퍼스 웨인라이트 버전으로 삽입되어 유명해지기도 했던 Hallelujah, 콘돈이 유럽에서 제일 처음으로 접하고 가장 좋아하는 발칸 브라스 밴드 Kocani Orkestar의 Siki Siki Baba, 베이루트의 탄생에 일조한 A Hawk And A Hacksaw의 Serbian Cocek, 그리고 Goran Bregovic의 Ederlezi와 Serge Gainsbourg의 La Javanaise까지 공연에서 자주 불리곤 한다. Le Moribond는 Elephant Gun EP에 라이브 버전으로 실리기도 했고, Hallelujah의 경우엔 대중에게 잘 알려지기도 했으며 베이루트가 즐겨 부르는 타인의 곡 중에 유일한 영어 노래이기도 해서, 공연 때 이 곡을 부르다가 갑자기 멍하게 가사를 잊어버린 듯한 표정으로 관객에게 가사를 가르쳐달라는 듯이 참여를 유도하는 퍼포먼스를 종종 하기도 한다. 베이루트는 Kocani Orkestar와도 협연한 적이 있으며 공연의 클라이맥스에서 주로 터져 나오는 이들의 노래 Siki Siki Baba는 ‘엄격하고 엄격한 아버지’라는 뜻의 터키어이다. 베이루트의 곡이지만 아직까지 레코딩된 적 없는 Closing Song과, 콘돈이 어린 시절에 만들었고 역시 레코딩은 되지 않은 East Harlem 또한 공연 때만 들을 수 있는 곡이다. 미국인이지만 유럽의 감수성을 훨씬 더 짙게 가지고 있는 베이루트는 공연 때 타인의 노래뿐만 아니라 본인의 노래를 서툰 포르투갈어로 바꾸어 부르거나 비교적 능숙한 프랑스어로 관객에게 말을 거는 등의 행동을 가끔씩 시도하기도 한다.
베이루트는 2007년 9월과 2009년 1월에 각각 Flying Club Cup과 March of the Zapotec/Holland 발매를 앞두고 브루클린에 위치한 Coco66라는 작은 클럽에서 지인들과 함께 무료 공연을 가졌다. 본격적인 투어를 앞둔 리허설과 같은 의미의 공연으로 관객들과 아주 친밀한 거리에서 소규모로 이루어졌다.
콘돈은 공연 전에 매우 떠는 편이고 대규모 페스티벌보다 작은 규모의 공연에서 더욱 긴장한다고 밝혔다. 공연 전 몇 시간 동안은 목소리를 좋게 하기 위해 말을 하지 않고, 무대에 올라서기 직전에 큰 잔에 위스키를 한 잔 마신다. 그래서 베이루트의 공연은 대부분 취중에 치러진다.

## 베이루트의 추천곡
- Kocani Orkestar의 Siki, Siki Baba
- Esma Redzepova의 Chaje Shukarije
- Justus Kohncke ft. Meloboy의 Hot Love (Freiland/Frei)
- 배링턴 레비(Barrington Levy)의 Here I Come
- 카이타노 벨로소(Caetano Veloso)의 Tropicália
- 페드로 인판테(Pedro Infante)의 Dios Nunca Muere
- 미나 마치니(Mina Mazzini)의 Se Telefonando
- 호르헤 벤(Jorge Ben)의 Take It Easy, My Brother Charles
- Boutaiba S'ghir의 Malgré Tout
- 그리즐리 베어의 Cheerleader와 Two weeks
- 스모키 로빈슨의 Tracks of My Tears